# Усть-Сара
Усть-Сара — деревня в Алёховщинском сельском поселении Лодейнопольского района Ленинградской области.

## История
В конце XIX — начале XX века деревня административно относилась к Куневичской волости 2-го стана 2-го земского участка Тихвинского уезда Новгородской губернии.

УСТЬСАРА — деревня Устьсарского сельского общества, число дворов — 24, число домов — 28, число жителей: 66 м. п., 63 ж. п.; 

Занятие жителей — земледелие. Река Сарка и Капша. Хлебная лавка, мельница . (1910 год)

С 1917 по 1918 год деревня входила в состав Куневичской волости Тихвинского уезда Новгородской губернии.
С 1918 года в составе Череповецкой губернии.
С 1924 года в составе Капшинской волости.
С 1927 года в составе Валгомского сельсовета Капшинского района.
С 1928 года в составе Курикинского сельсовета Оятского района. В 1928 году население деревни составляло 121 человек.
Согласно карте Ленинградской области Северо-западного аэрогеодезического треста ГГУ издания 1932 года деревня насчитывала 14 крестьянских дворов. В деревне находилась почтово-телеграфная контора и водяная мельница.
По данным 1933 года деревня Усть-Сара входила в состав Курикинского сельсовета Оятского района.
С 1937 года в составе Пирозерского сельсовета.

Деревня Усть-Сара на карте РККА 1940 года

С 1955 года в составе Лодейнопольского района.
В 1958 году население деревни составляло 88 человек.
С 1960 года вновь в составе Курикинского сельсовета.
С 1964 года вновь составе Пирозерского сельсовета.
По данным 1966 и 1973 годов деревня Усть-Сара также входила в состав Пирозерского сельсовета.
По данным 1990 года деревня Усть-Сара входила в состав Тервенического сельсовет.
В 1997 году в деревне Усть-Сара Тервенической волости проживали 24 человека, в 2002 году — 27 человек (все русские).
В 2007 году в деревне Усть-Сара Алёховщинского СП проживали 14 человек, в 2010 году — 17, в 2014 году — 12 человек.

## География
Деревня расположена в южной части района на автодороге 41К-647 (подъезд к дер. Усть-Сара) к востоку от автодороги 41А-009 (Лодейное Поле — Чудово).
Расстояние до административного центра поселения — 28 км.
Расстояние до ближайшей железнодорожной станции Лодейное Поле — 74 км.
Деревня находится на левом берегу реки Капша в месте впадения в неё реки Сарка.

## Демография
| 1910 | 1927 | 1958 | 1997 | 2007 | 2010 | 2014 |
| ---- | ---- | ---- | ---- | ---- | ---- | ---- |
| 129  | ↘121 | ↘88  | ↘24  | ↘14  | ↗17  | ↘12  |
| 2015 | 2016 | 2017 |      |      |      |      |
| ↘10  | →10  | →10  |      |      |      |      |

### Национальный состав
Согласно данным Всероссийской переписи населения 2021 года в деревне проживали 13 человек, все русские.

## Инфраструктура
На 1 января 2014 года в деревне было зарегистрировано: хозяйств — 8, частных жилых домов — 25
На 1 января 2015 года в деревне было зарегистрировано: хозяйств — 8, жителей — 10.

## Улицы
Липка.